# Accord de concession du tunnel sous la Manche
L'accord de concession du tunnel sous la Manche est un traité concernant le tunnel sous la Manche, signé à Paris le 14 mars 1986, un mois après le traité de Cantorbéry.
Il s'agit d'un accord contraignant entre :
- d'une part, les gouvernements de :
  - France (représenté par Jean Auroux, en qualité de ministre de l'Urbanisme, du Logement et des Transports),
  - Royaume-Uni (représenté par Nicholas Ridley, en qualité de  secrétaire d'État aux Transports) ;
- d'autre part, les entreprises :
  - France Manche (représentée par Jean-Paul Parayre),
  - The Channel Tunnel Group Limited (représentée par Nicholas Henderson (en)).

Par cet accord les deux États confient aux deux entreprises une concession de service public pour dessiner, financer, construire et exploiter le tunnel sous la Manche pour une période de 55 ans. L'accord indique en particulier le but de la concession et les conditions à mettre en œuvre pour l'atteindre. Les annexes de l'accord couvrent des aspects spécifiques, dont l'achat et la vente de terrains, les obligations d'assurance et l'exercice du droit de substitution. Le droit de substitution permet aux deux concessionnaires d'être remboursés en cas de transfert temporaire de l'exploitation à deux entités différentes sous leur contrôle. Le droit de substitution ne peut être exercé que dans certains cas par défaut par Eurotunnel et requiert la non-opposition des deux gouvernements.
Le Parlement français a approuvé cet accord par une loi promulguée le 15 juin 1987 (adoptée le 22 avril par l'Assemblée nationale et le 3 juin par le Sénat). Il s'agit d'une simple approbation, et non d'une ratification, car des personnes de droit privé sont parties de l'accord.
La durée initiale de 55 ans de la concession a été étendue de 10 ans en 1994, puis de 34 ans en 1999, ce qui la porte donc à 99 ans.